# Opera Multi Steel
Opera Multi Steel é uma banda francesa multi-estilo da região de Bourges. Formada atualmente por Franck Lopez, seu irmão Patrick Lopez Robin, Catherine Marie e Eric Millhiet.